# Masayuki Suzuki taste of martini tour 2010 THE ROOTS〜visit your town〜
『Masayuki Suzuki taste of martini tour 2010 THE ROOTS〜visit your town〜』（マサユキスズキ テイスト オブ マティーニ ツアー 2010 ザ ルーツ ヴィジット ユア タウン）は、2011年2月26日に発売された鈴木雅之のライブDVD。

## 解説
鈴木雅之がシャネルズとして「ランナウェイ」デビューしてから30周年を迎えた2010年。「THE ROOTS」をテーマに活動を行って来た一年の締めくくりとして開催された秋の全国ツアーは、30年の活動を通して培った「自信」と「誇り」そして今まで支え続けてくれたファンへの「感謝」の気持ちを、“キミの街に届けにゆく”ためのアニヴァーサリー・ツアーとなった。本作には、2010年11月7日に大宮ソニックシティで行われた公演を収録。「Don't Cry〜もう悲しみを許そうか」（BS朝日開局10周年記念連続ドラマ『刑事定年』主題歌）と「根の歌」（JT Roots10周年記念コマーシャルタイアップ）の2曲のタイアップをLIVE.verとしてパッケージに初収録。その他、シャネルズのアマチュア時代からカヴァーしている往年のドゥーワップやR&B、ロックンロールから始まり、グループ時代のヒット曲、ソロになってからの代表曲などが披露された鈴木雅之の“ROOTS”を堪能できるライヴとなっている。

## アートワーク、パッケージ
初回仕様限定盤には、全て集めて応募すると抽選でスペシャルグッズがプレゼントされる“30周年特別企画応募券1〜3”の「30周年特別企画応募券3」と、「携帯待ち受けフラッシュ画像プレゼント用パスワード」を封入。

## 収録曲
| #   | タイトル                                  | 作詞 | 作曲・編曲 |
| --- | ----------------------------------------- | ---- | ---------- |
| 1.  | 「OPENING〜IT DON'T MEAN A THING」        |      |            |
| 2.  | 「EVERYBODY LOVES A LOVER」               |      |            |
| 3.  | 「LOVE POTION NUMBER 9」                  |      |            |
| 4.  | 「THAT IS ROCK AND ROLL」                 |      |            |
| 5.  | 「ZOOM」                                  |      |            |
| 6.  | 「ZING WENT THE STRINGS OF MY HEART」     |      |            |
| 7.  | 「LOVERS NEVER SAY GOOD-BYE」             |      |            |
| 8.  | 「Don't Cry〜もう悲しみを許そうか」       |      |            |
| 9.  | 「根の歌」                                |      |            |
| 10. | 「Pap-Pi-Doo-Bi-Doo-Ba 物語」             |      |            |
| 11. | 「Tシャツに口紅」                         |      |            |
| 12. | 「ガラス越しに消えた夏」                  |      |            |
| 13. | 「INTER -Masayuki Suzuki DJ MIX-」        |      |            |
| 14. | 「SING, SING, SING」                      |      |            |
| 15. | 「永遠の迷宮」                            |      |            |
| 16. | 「スモーキン・ブギ」                      |      |            |
| 17. | 「め組のひと」                            |      |            |
| 18. | 「憧れのスレンダー・ガール」              |      |            |
| 19. | 「ハリケーン」                            |      |            |
| 20. | 「恋人〜もう涙はいらない」                |      |            |
| 21. | 「きみがきみであるために」                |      |            |
| 22. | 「キミの街にゆくよ」                      |      |            |
| 23. | 「THE SOUND OF PHILADELPHIA」(アンコール) |      |            |
| 24. | 「週末ダイナマイト」(アンコール)          |      |            |
| 25. | 「街角トワイライト」(アンコール)          |      |            |
| 26. | 「ランナウェイ」(アンコール)              |      |            |
| 27. | 「夢で逢えたら」(アンコール)              |      |            |
| 28. | 「出会えてよかった」(アンコール)          |      |            |